# Photographie pure

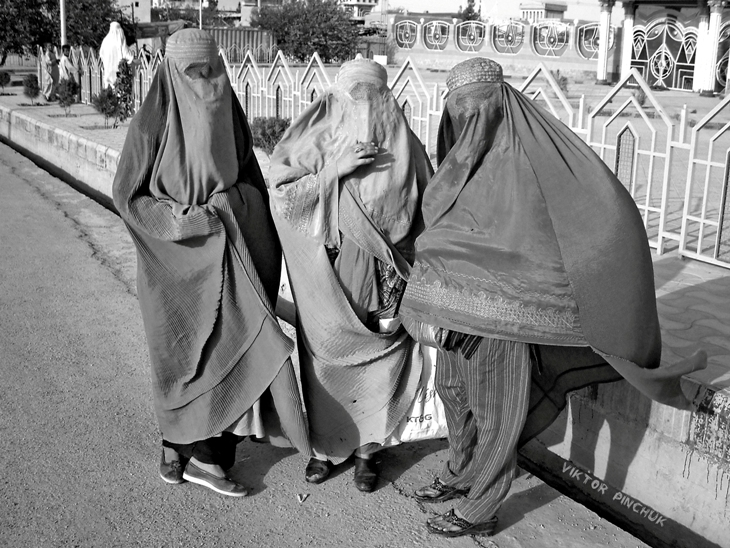
Photo tirée du livre Viktor Pinchuk Afghan prisoner

La photographie pure (straight photography) désigne un style de photographie tentant de dépeindre une scène de façon aussi réaliste et objective, renonçant à toute manipulation. Le mouvement photographique de la côte Ouest (en) (The West Coast Photographic Movement) est connu principalement pour l'utilisation de ce style.  

## Photographie pure
La photographie pure fait référence à la photographie qui tente de représenter une scène ou un sujet avec une netteté et des détails nets, conformément aux qualités qui distinguent la photographie des autres médias visuels, en particulier la peinture. Originaire dès 1904, le terme a été utilisé par le critique Sadakichi Hartmann dans le magazine Camera Work, puis promu par son éditeur, Alfred Stieglitz, comme une forme de photographie plus pure que le pictorialisme. Popularisé par Stieglitz et d'autres photographes notables, tels que Paul Strand, il est devenu plus tard une caractéristique des photographes occidentaux, tels qu'Edward Weston, Ansel Adams et d'autres. 
Bien que certains considèrent que cela signifie un manque de manipulation, les photographes ont en fait appliqué de nombreuses techniques courantes de chambre noire pour améliorer l'apparence de leurs tirages. Plutôt que d'exactitude factuelle, le terme en est venu à impliquer une esthétique spécifique caractérisée par un contraste plus élevé et une tonalité riche, une mise au point nette, une aversion pour le recadrage et un accent inspiré par le modernisme sur la structure géométrique abstraite sous-jacente des sujets. 

## Le mouvement photographique de la côte ouest
De 1910 au début des années 1930, le style dominant était le pictorialisme de la côte est dans lequel les objets étaient photographiés avec de la brume pour brouiller délibérément l'image pour un  effet de flou. L'objectif était d'imiter les peintures impressionnistes. Avec l'émergence du West Coast Movement, la photographie n'imite plus la peinture et se développe comme une forme d'art distincte. Le nouveau mouvement s'est propagé dans les années 1950 alors que les artistes de la côte ouest défendaient l'utilisation de formes environnementales naturelles et la clarté des détails — des concepts très nouveaux à l'époque . 
Les artistes du mouvement photographique de la côte ouest adoptent et développent la photographie pure dans les années 1930. Dans son autobiographie, Ansel Adams utilise les termes photographie directe et photographie pure. Il décrit la photographie pure comme « ... ne possédant aucune qualité de technique, de composition ou d'idée, dérivée de toute autre forme d'art ». Les praticiens de cette approche ont créé des photographies nettes d'objets naturels et de paysages occidentaux américains, savamment composées avec des subtilités de ton, de lumière et de texture, révélant tous les détails possibles dans les négatifs. Cette approche était entièrement radicale et a suscité la colère de nombreuses personnes dans le monde de l'art local. Des photographes bien connus, dont Ansel Adams, Edward Weston, son fils Brett Weston, Imogen Cunningham, Dody Weston Thompson et Berenice Abbott sont considérés comme des innovateurs et des praticiens de ce style.  
Il s'agissait d'une communauté soudée d'amis et de collègues. La plupart étaient des pionniers de la photographie réaliste, mais il y avait des artistes contemporains qui admiraient et défendaient également ce mouvement. Parmi les artistes et photographes notables figurent Dody Weston Thompson, Ansel Adams, Minor White, Charis Wilson (deuxième épouse d'Edward Weston et célèbre modèle de son travail photographique de nus), Paul Strand, Dorothea Lange, Wynn Bullock, Don Ross, William Garnett, Ruth Bernhard, Willard Van Dyke, Nata Piaskowski, Beaumont Newhall et Nancy Newhall, et les artistes Georgia O'Keeffe, Morris Graves et Jean Charlot et son épouse Zohmah Charlot. De nombreux autres photographes de l'époque se considéraient comme des praticiens de cette contre-culture de la côte ouest et ont même formé un groupe connu sous le nom de groupe f/64 pour mettre en valeur leurs efforts et se démarquer du mouvement du pictorialisme de la côte est. 
Cette emphase sur les tirages argentiques nets et détaillés a dominé l'esthétique photographique moderniste dans les années 1970.